# Spori procjeđivač
Spori procjeđivač ili spori filtar vode se koristi kao vrsta pješćanog procjeđivača za pročišćavanje sirove vode (obrada vode) da bi se dobila pitka voda. Sporo procjeđivanje nastaje procjeđivanjem kroz biološku opnu koju obrazuju mikroorganizmi na površini filtarskog sloja. Zato se ono naziva i površinsko procjeđivanje. Postupak sporog procjeđivanja se odvija na sporim procjeđivačima, koji se primjenjuju za filtriranje nekoagulirane vode koja sadrži nisku mutnoću (rijetko preko 8 °NTU). Rade pri malim brzinama procjeđivanja, obično 0,1 do 0,3 m/h (najčešće 0,2 m/h) i volumnog protoka do 1 000 m3</sup>/dan]. Zato im je potrebna velika površina, što uvjetuje relativno visoke investicijske troškove. Odlika im je vrlo visoko smanjenje mutnoće i veliki postotak zadržavanja bakterija (od 98 do 99 %).
Nedostaci sporih procjeđivača su, uz visoke troškove izgradnje, vrlo složen, skup i sa sanitarnog gledišta nesavršen način čišćenja. Rad sporih procjeđivača zasniva se na procjeđivanju (filtriranju) nekoagulirane vode kroz biološku membranu, na kojoj se zadržavaju samo one čestice čije su dimenzije veće od pora opne, dok pješčani filtarski sloj služi kao oslonac za sakupljanje koloida i mikroorganizama na njegovoj površini. Učinak pročišćavanja se povećava proporcionalno formiranju biološke opne nad filtarskim slojem.
Sakupljanje filtrirane vode provodi se pomoću žlijeba ugrađenog na dnu procjeđivača. Kod većih filtarskih površina izvodi se drenažni sustav, najčešće od perforiranih cijevi. Preporučljive vrijednosti temeljnih čimbenika sporih procjeđivača jesu:
- efektivni promjer filtarskog materijala od 0,25 do 0,35 mm;
- koeficijent jednolikosti, Ku ≤ 2,75;
- početna debljina potpornog (filtarskog) sloja, hf ≈ 1,5 m;
- dubina vode iznad filtarskog sloja, hv ≈ 1,2 m.

Mala brzina procjeđivanja i male dimenzije čestica suspenzije uzrokuju relativno sporo sazrijevanje biološke opne (od 1 do 2 dana), dok normalno vrijeme rada sporih procjeđivača (od završetka sazrijevanja opne do čišćenja) iznosi obično od 2 do 4 mjeseca. Prilikom čišćenja filtra skida se onečišćeni površinski sloj pijeska debljine 1 do 2 cm, sve dok se debljina filtarskog sloja ne smanji na 0,75 metara. Tada se sav prethodno odstranjen pijesak opere i vrati na filtar. Zbog relativno velike površine sporih procjeđivača, njihovo čišćenje je težak i skup postupak koji može potrajati i dan – dva. Stoga se uvijek grade barem dvije filtarske jedinice koje se, radi kontinuiteta vodoopskrbe, čiste odvojeno.

## Nakapnica
Nakapnica je uglavnom takozvani spori pješčani procjeđivač (filtar), koji omogućuje filtraciju, adsorpciju, biološku razgradnju organskih tvari i drugo. Njime se iz vode izdvajaju sitne raspršene tvari i neke otopljene organske tvari i bakterije. Na površini se zadržavaju sve veće raspršene tvari, a filtarske ispune zadržavaju sitne raspršene i koloidne tvari. Osim toga, na površini se i, na potpovršinskomu sloju, razgrađuju organske tvari. Umjesto jednoslojnog procjeđivača, može se oblikovati višeslojni procjeđivač s ispunama, koji poboljšava fizikalno-kemijsko i bakteriološko pročišćavanje vode. 
Filtarska se ispuna odabire prema očekivanoj kakvoći vode i traženim učincima pročišćivanja. Za dobar rad filtra najvažnije je njegovo propisno održavanje i redovita zamjena ispune. Ako se u vodi očekuje znatna količina sitnih čestica anorganskih tvari, tada, prije filtra, treba staviti taložnik, da bi ga se zaštitilo od brzoga zamuljenja. Ako se u vodi očekuju plivajuće tvari i masnoće, tada se, prije filtra, mora staviti mastolov, koji se može sagraditi zajednički s taložnikom. Voda, koja se čuva u nakapnici, može se onečistiti, ako se ne troši. Uzrok toga su žive tvari, kojih u vodi uvijek ima i koje se tijekom vremena razgrade. Učinkovita se razgradnja događa gdje neznatno kruži voda.
Da bi se spriječilo onečišćenje vode, ona se treba prirodno prozračiti. Iznad razine vode, treba ostaviti dovoljno mjesta (najmanje 0,5 metara), da bi se ona mogla prozračiti. Za prirodno prozračivanje, treba veća površina vode u nakapnici (do 3 m2). Kakvoća se vode u nakapnici može uspješno održavati ali i bitno poboljšati, ako se voda prozračuje čistim zrakom. Drugi načini za održavanje kakvoće vode u nakapnicama jesu: održavati temperaturu na oko 15 °C, spriječiti da ulaze kukci i drugi organizmi, a nakapnica treba biti zamračena.

### Primjena nakapnica
Nakapnice se kod nas najviše koriste u Dalmaciji gdje ima dovoljno oborina, ali one nisu najbolje raspoređene. Kiša obično pada od studenoga do travnja, kada se nakapnice pune. Veličina nakapnica zavisi o naplavnoj površini. Ona se određuje prema broju potrošača i prosječnoj godišnjoj količini oborina. Drži se da u Dalmaciji godišnje prosječno padne od 600 do 700 litara/m2 oborina. Budući da na dalmatinskomu seoskom području nema tvornica, zrak je razmjemo čist, pa voda, koja se skuplja u nakapnicu, zadovoljavajuće je zdravstveno kakvotna, što se tiče bakterijskoga zagađenja i otrovnih tvari, koje potječu iz tvorničkih dimnjaka. Za nakapnice je svojstveno da imaju samo jedan predfiltar, koji se sastoji od šljunka i pijeska, a nalazi se između naplavnih površina i nakapnice. Filtarski se prostor s pijeskom u nakapnici ne ugrađuje, pa predfiltar služi kao filtar. Taj se predfiltar veoma rijetko kada čisti, odnosno šljunak i pijesak se u njima veoma rijetko mijenjaju. 
Nakapnice se veoma rijetko prazne. Voda se u njima ne mijenja ni nekoliko godina, nego se ona samo prirodno mijenja kako kiša dotječe. Za vrijeme dulje suše, ako nova voda možebitno zagađena, ne dotječe u nakapnicu, ona se, stojeći u nakapnicama, samopročišćuje. Za vodu u nakapnicama svojstveno je da je ona malo tvrda (od 3 do 4° nj) i da ima razmjemo malo kisika. Ako je nakapnica propisno sagrađena a filtar se redovito čisti, voda bi u nakapnici, nakon povremenoga kloriranja, trebala biti zdravstveno ispravna. Vodu se najčešće zagađuje vađenjem iz nakapnice. Voda se u nakapnicama dezinficira ubacivanjem klornoga pripravka. U nakapničinu se vodu najčešće ubacuje oko 0,2 litre otopine NaOCl (od 3 do 5%) na vagon (61,487 litara) vode. NaOCl treba razmutiti u posudi s vodom i potom ga uliti u nakapnicu, a s posudom vodu promiješati.

## Keramički procjeđivač
Keramički procjeđivač je vrsta jednostavnog, jeftinog i korisnog procjeđivača (filtar), koji se koristi za pročišćavanje vode (uklanjanje prljavštine, nečistoća i bakterija iz vode). Umjetne biološke tvari za biološko procjeđivanje su keramički valjčići (keramički procjeđivač), plastične bio kugle, sintetička vlakna itd. Kod ovih tvari se na površini koloniziraju bakterije. Najkvalitetniji biološko procjeđivači su oni od sintetičkog stakla. Pore (otvori, rupice) su u keramičkim valjčićima veličine od 0,5 µm do 1 mm. Zbog velike poroznosti omogućavaju kolonizaciju maksimalnog broja bakterija. Jedna litra ovog materijala može imati površinu od čak 450 četvornih metara. Kada se postavi novi procjeđivač treba nekoliko mjeseci da bakterije u potpunosti koloniziraju procjeđivač (filter). Kroz to vrijeme će biološko procjeđivanje postajati sve učinkovitije, ali zbog visokih razina otpadnih tvari će biti potrebna češća promjena vode.